# 2,4-ジチアペンタン

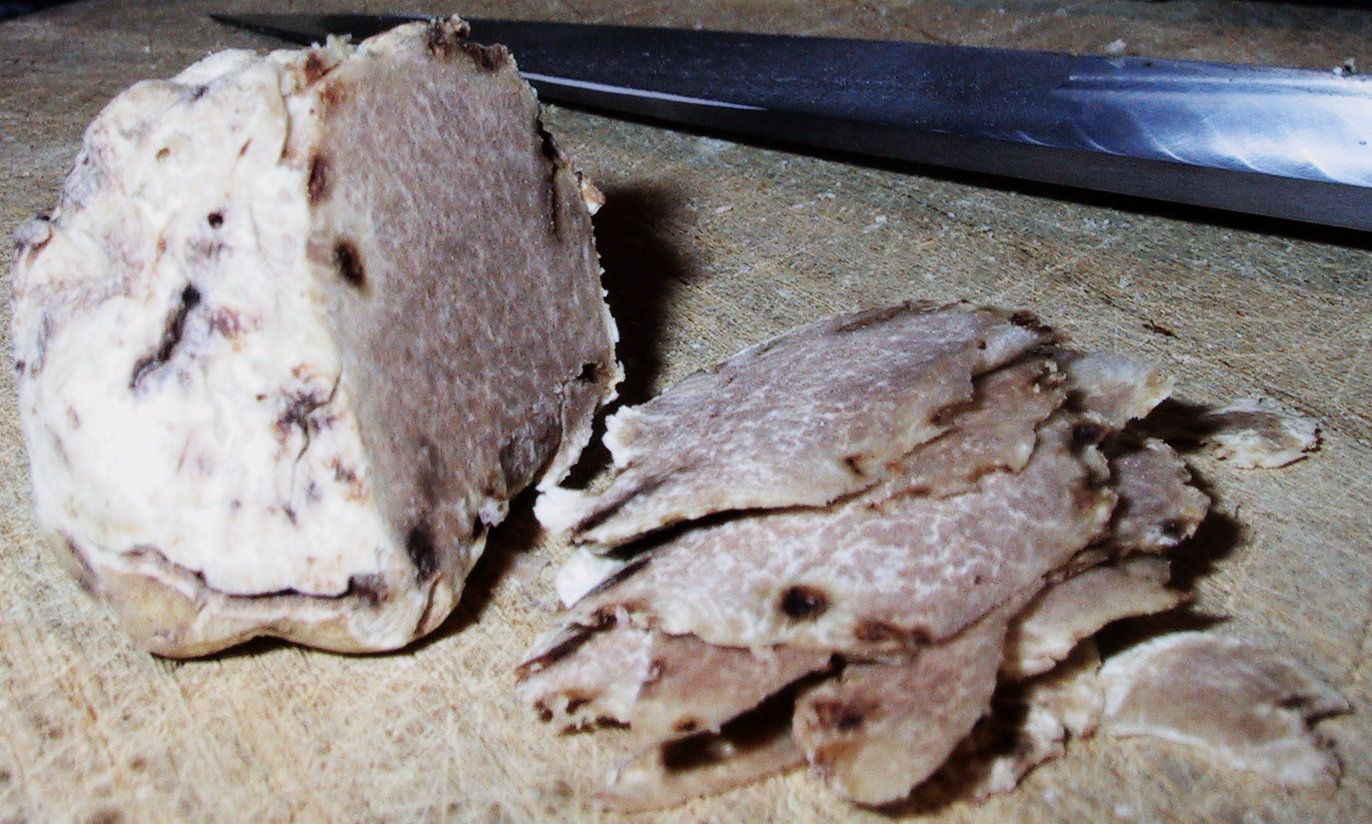
白トリュフ

2,4-ジチアペンタン（英: 2,4-Dithiapentane、ビス(メチルチオ)メタンとも）は、強いニンニク臭のある有機硫黄化合物の一種。嗅覚閾値は約0.3ppbで、30億分の1の濃度で匂いを感じ取れる程度の強さである。イタリア産の白トリュフ(Tuber magnatum)特有の香気成分として知られる液体で、トリュフスルフィドとして市販されている。
オリーブオイルに複数の香料を添加して作られる人工的なトリュフオイル (Truffle oil) の最も主要な成分である。
メタンチオール2分子とホルムアルデヒドから生成することができる。
2 CH3SH + H2C=O + HCl(水溶液) → CH3SCH2SCH3 + H2O